# Beidha Bordj
Beidha Bordj (în arabă بيضاء برج) este o comună din provincia Sétif, Algeria.
Populația comunei este de 35.276 de locuitori (2008).